# Stathis Psillos

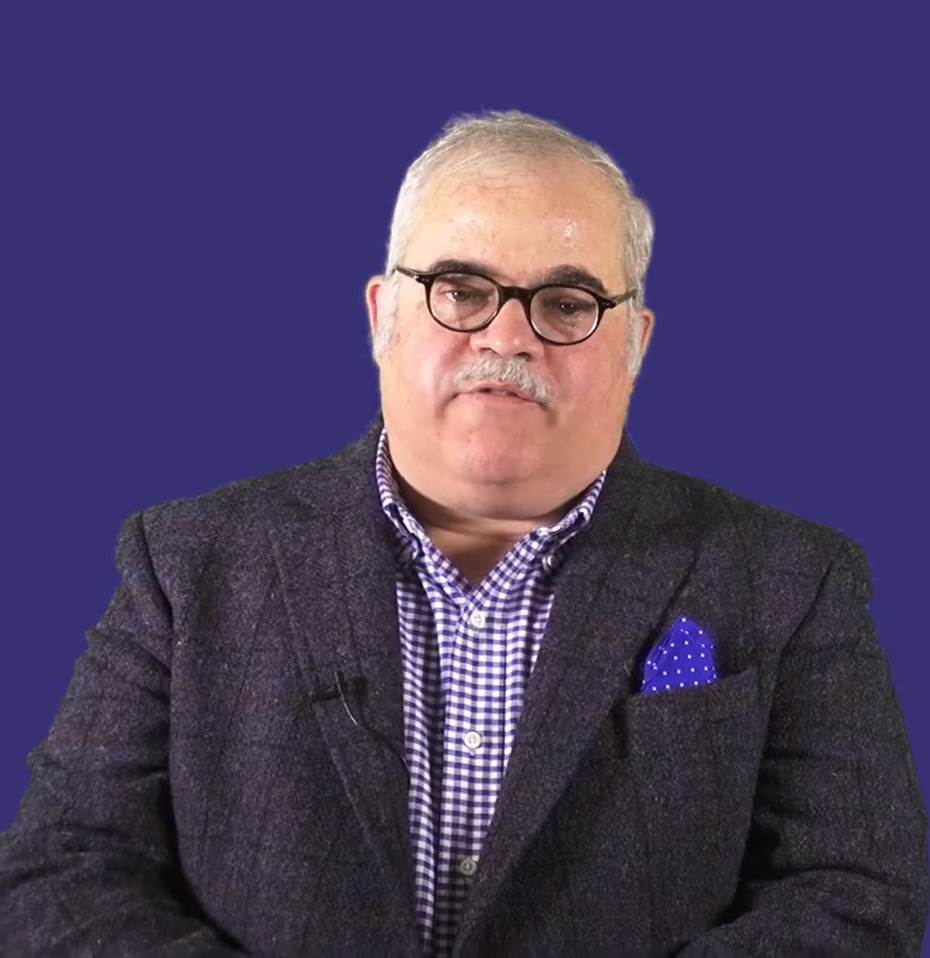
Stathis Psillos

Stathis Psillos (griechisch Στάθης Ψύλλος) (* 1965) ist ein griechischer Philosoph und Wissenschaftstheoretiker. Er gilt als Vertreter des wissenschaftlichen Realismus.
Nach dem Studium der Physik an der Universität Patras folgte ein Studium der Philosophie am King’s College der Universität London. Im Jahre 1994 promovierte er über Science and Realism: A Naturalistic Investigation into Scienfic Enquiry bei David Papineau. Seit 1999 ist er Professor für Wissenschaftstheorie und Wissenschaftsgeschichte an der Universität Athen.
2015 wurde er in die Academia Europaea gewählt.

## Publikationen
- Causation and Explanation, Acumen & McGill-Queens U.P., 2002
- Scientific Realism: How Science Tracks Truth, Routledge, 1999